# Dražen Jelenić
Dražen Jelenić (Zagreb, 1966.), je hrvatski pravnik koji je vršio dužnost glavnog državnog odvjetnika Republike Hrvatske u razdoblju od 20. travnja 2018. do 19. veljače 2020. godine.
Rođen je 1966. godine u Zagrebu, gdje je 1992. godine završio Pravni fakultet, te potom čitav radni vijek proveo gradeći karijeru unutar Državnog odvjetništva. Kod preuzimanja dužnosti Glavnog državnog odvjetnika, komentiralo se da je njegovim imenovanjem ostvaren kontinuitet rada u DORH, s obzirom na to da je Dražen Jelenić bio najbliži suradnik prethodnog Glavnog državnog odvjetnika Dinka Cvitana. U predstavljanju svoje kandidature pred Odborom za pravosuđe Hrvatskog sabora, sam je Jelenić predstavio sebe kao "dijete državnog odvjetništva" i izbjegao iskazati bilo kakvu kritičnost prema toj instituciji ili njenom vodstvu. Dana 19. veljače 2020. godine je podnio ostavku, nakon što je u skandaloznim okolnostima postala javnom činjenica da je član masonske lože.

## Životopis
Nakon što je 1992. godine završio Pravni fakultet u Zagrebu, zaposlio se kao službenik u Službi društvenog knjigovodstva, a potom kao vježbenik pri Županijskom državnom odvjetništvom u Zagrebu. Nakon polaganja pravosudnog ispita, radi kao državnoodvjetnički savjetnik u Općinskom državnom odvjetništvu u Zagrebu. Nakon što je bio imenovan za zamjenika općinskog državnog odvjetnika u Zagrebu, stanovito vrijeme radi kao vršitelj (rukovodeće) dužnosti općinskog državnog odvjetnika u Samoboru, da bi potom bio unaprijeđen za zamjenika županijskog državnog odvjetnika u Zagrebu.
Od 2003. do 2008. godine radi kao zamjenik Ravnatelja Ureda za suzbijanje korupcije i organiziranog kriminaliteta (USKOK); tu mu je od 2005. god. ravnatelj bio Dinko Cvitan, budući Glavni državni odvjetnik Republike Hrvatske.
2008. godine Dražen Jelenić je imenovan na izrazito važnu funkciju Županijskog državnog odvjetnika u Zagrebu, da bi 2011. godine bio imenovan jednim od zamjenika Glavnog državnog odvjetnika Republike Hrvatske.
2015. godine izabran je za člana Državnoodvjetničkog vijeća, tijela koje odlučuje o imenovanjima i stegovnoj odgovornosti državnih odvjetnika u Republici Hrvatskoj.
Bio je koautor "Priručnika za državne odvjetnike", te član radnih skupina Ministarstva pravosuđa za izradu nacrta prijedloga više zakona, te koordinacijske radne grupe za izradu nacrta Strategije suzbijanja korupcije 2015. – 2020. Tijekom pregovora za Pristupanje Hrvatske Europskoj uniji bio je član pregovaračke skupine za Poglavlje 23. - "Pravosuđe i temeljna ljudska prava".
Supruga mu je Ines Horvat Jelenić, koja je od 2002. godine zamjenica županijskog državnog odvjetnika u Velikoj Gorici, te vodi (2020. god.) Kazneni odjel Županijskog državnog odvjetništva u Velikoj Gorici.
U veljači 2020. godine je Nikica Gabrić, veliki majstor Velikog orijenta Hrvatske u kojem je i Jelenić bio član, objavio da je i Dražen Jelenić slobodni zidar, te ga optužio da je zloupotrijebio svoj položaj u sklopu sukoba među članovima lože. Nakon toga je predsjednik Vlade Republike Hrvatske Andrej Plenković pozvao Jelenića da podnese ostavku na dužnost Glavnog državnog odvjetnika, što je Jelenić potom i učinio.

## Poveznice
- Državno odvjetništvo Republike Hrvatske

## Vanjske poveznice
- Internetska stranica Državnoga odvjetništva RH